# Адалберт Зафиров
Адалберт Зафиров – Зафето е български футболист и треньор по футбол.
Роден е на 29 септември 1969 г. в София, България. Баща му е легендарният защитник на ЦСКА и националният отбор Иван Зафиров, брат му Мартин Зафиров също е успешен футболист.

## Кариера

### Като футболист
Юноша на ПФК ЦСКА (София). Играе на поста защитник първоначално в ПФК ЦСКА (София), а след това играе и за българските Локомотив (Горна Оряховица), ПФК Локомотив (София), ПФК Черно море (Варна), ПФК Велбъжд (Кюстендил), Струмска слава (Радомир) и ПФК Хебър (Пазарджик), в германските отбори Арминия Билефелд и Унион (Берлин) и в кипърския ФК Анагениси Дериня. Два пъти шампион (1997 и 2005) с ЦСКА и трикратен носител на купата (1995, 1997 и 1999) с Локо (София) и ЦСКА. Бивш национал има 6 мача. Избран е за състава на националния отбор са световното първенство по футбол през 1998 г. но не взема участие в мачовете.

### Като треньор
През 2006 г. става играещ треньор в Струмска слава (Радомир), впоследствие е треньор на ДЮШ на ЦСКА, от 25 март 2009 г. е треньор на ПФК ЦСКА (София) – Б отбор и помощник в първия, a от 30 март 2010 г. е старши треньор на първия отбор на ПФК ЦСКА (София) до края на сезона. След началото на сезон 2010/11 е освободен от поста помощник на треньора Павел Дочев.
Преди VІІ кръг на А ПФГ, сезон 2012/13 на 27 септември 2012 г. поема ПФК Черно море (Варна), замествайки на поста Стефан Генов. Прави дебют за новия си отбор на 30 септември 2012 г., в домакински мач срещу ПСФК Черноморец (Бургас), завършил 1:1.
На 1 ноември 2018 г. е назначен на поста спортно-технически директор в Ботев (Пловдив).